# Энс (река)
Энс (устар. Эннс; нем. Enns) — река в Австрии, правый приток Дуная. Длина реки — 254 км или, по другим данным, около 300 км. Площадь водосборного бассейна — 6084,17 км². Средний расход воды в районе устья 210 м³/с.

## География
Исток Энса находится в горах Низкого Тауэрна, на территории федеральной земли Зальцбург. Далее река протекает в северо-восточном направлении по территории Штирии в долине между горными грядами Восточных Альп.
К северу от Штайра Энс образует границу между Верхней и Нижней Австрией, которые в средневековье были известны как «Австрия выше Энса» и «Австрия ниже Энса». Река впадает в Дунай у городов Маутхаузен и Энс.

## Галерея

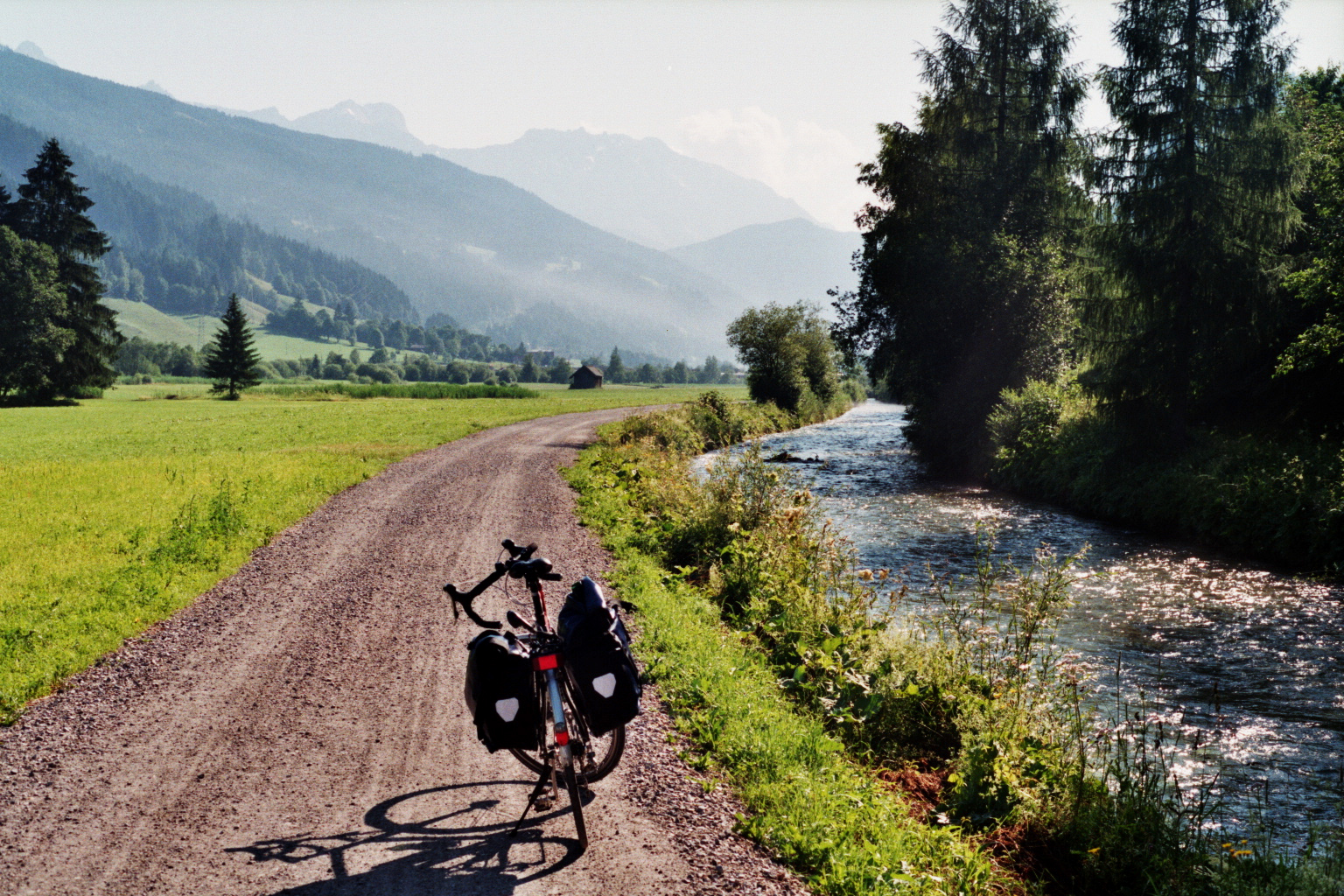
Верхнее течение Энса у Радштадта
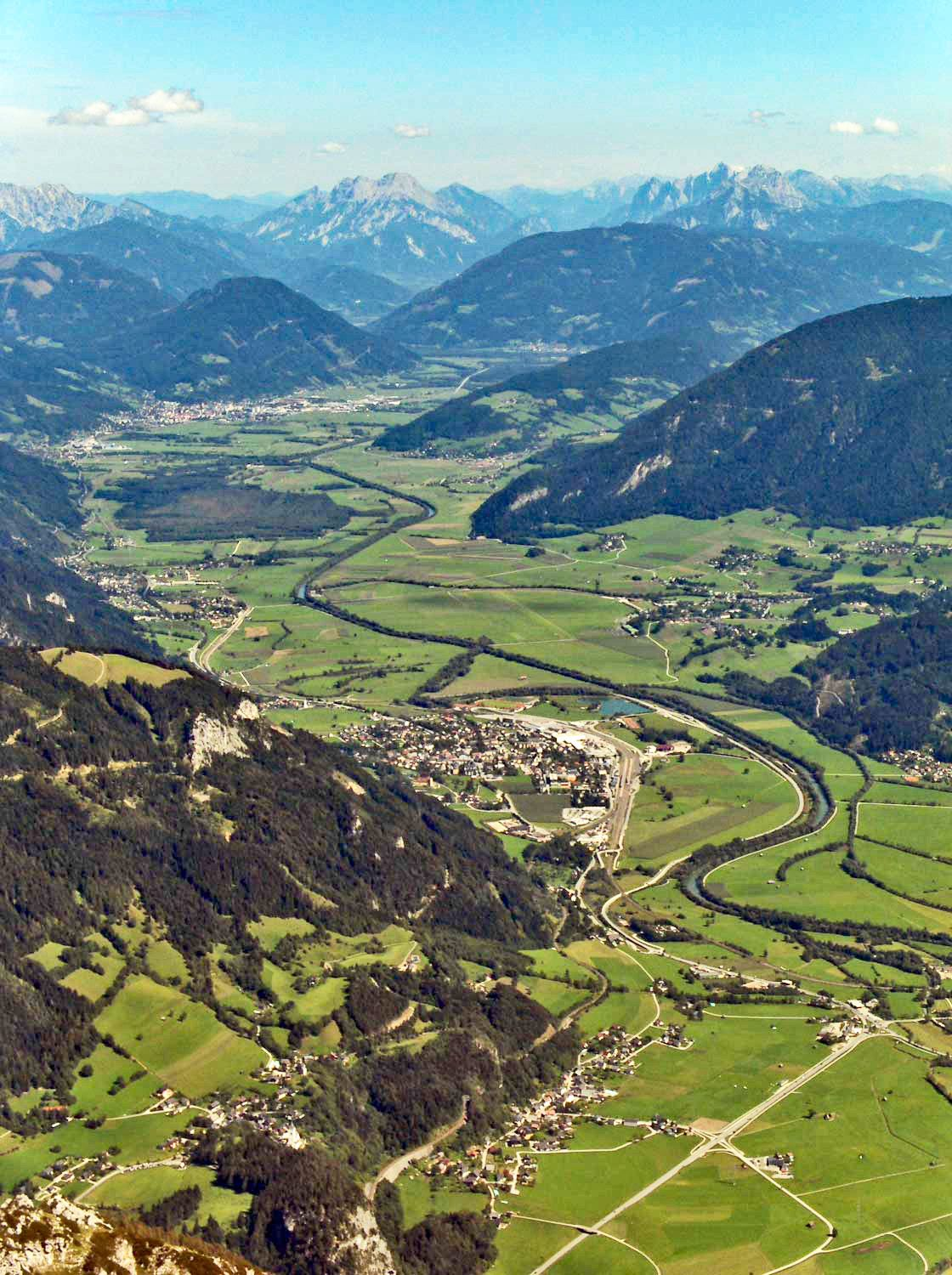
Энс в Штирии
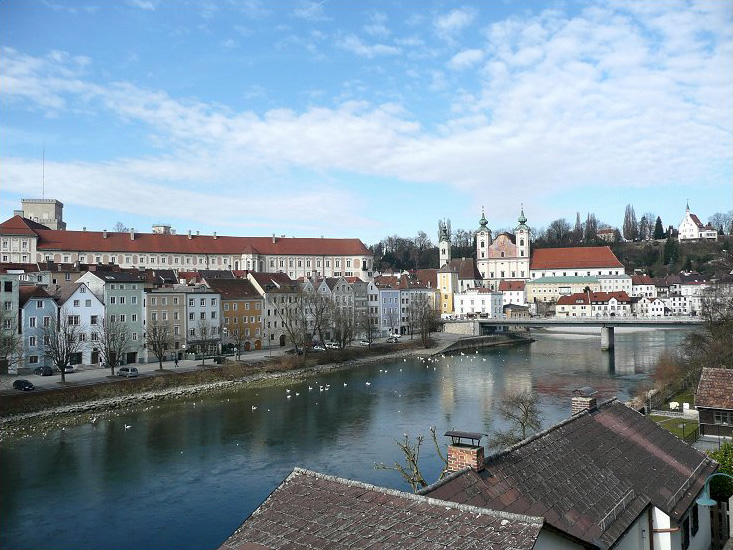
Энс в Штайре